# Eva-Maria Voigt
Eva-Maria Voigt (* 5. Januar 1921 in Hamburg; † 26. Juli 2013 in Waldkirch) war eine deutsche Klassische Philologin.
Eva-Maria Voigt studierte während des Zweiten Weltkriegs Klassische Philologie an der Universität Hamburg und wurde 1945 mit der Dissertation Zur Nominal- und Verbalflexion bei Sappho und Alkaios promoviert. Von 1955 bis 1984 wirkte Voigt als Herausgeberin und Bearbeiterin des Lexikon des frühgriechischen Epos, das 2010 abgeschlossen wurde. Daneben arbeitete sie als Professorin für Klassische Philologie an der Universität Hamburg. Im April 1983 trat sie in den Ruhestand, den sie in Waldkirch verbrachte.
Neben ihrer lexikografischen Arbeit ist Voigt besonders durch ihre Edition der Fragmente von Sappho und Alkaios (Amsterdam 1971) bekannt. Ihre Untersuchung Grammatik zu Sappho und Alkaios (Berlin 1957) erschien unter dem Namen Eva-Maria Hamm.